# Ваља Маре (Негрешти)
Ваља Маре (рум. Valea Mare) насеље је у Румунији у округу Васлуј у општини Негрешти. Oпштина се налази на надморској висини од 136 m.

## Становништво
Према подацима из 2002. године у насељу је живело 919 становника, од којих су сви румунске националности.